# Úvodní titulky
Úvodní titulky jsou koncepčně propojeny s obrazovým doprovodem a hudbou do poutavé úvodní znělky pořadů, filmů či seriálů a jejich úlohou je v dnešním pojetí seznámit diváky před zhlédnutím s názvem díla a jeho hlavními tvůrci a producenty. Podrobný výpis autorů pak obsahují závěrečné titulky. Ve starých dílech, například starých černobílých filmech, obsahují naopak podrobný výpis autorů a v závěrečných je napsáno pouze „konec“.

## Historie
V samých počátcích filmu, okolo roku 1900, se uváděl často jediný titulek v úvodu s názvem filmu. Později, jak stoupal zájem diváků o oblíbené herce, úvodní titulky se rozšiřovaly o jejich jména. Později se začaly objevovat i závěrečné titulky, které potom převzaly hlavní důraz a v kterých jsou obsáhlejší a detailnější informace.
Tato tradice uvádění titulků na začátku filmu trvala až do 60. let 20. století. Závěrečným titulkem bylo slovo Konec v příslušném jazyce..

## Forma
Forma, grafické a hudební zpracování a délka úvodních titulků navozuje atmosféru a uvádí samotný film. Divák je díky tomu lépe naladěn na přijetí následujícího filmového děje.
Úvodní titulky jsou za tím účelem často oživovány hranými nebo animovanými scénami.

## Obsah
Úvodní titulky obvykle obsahují nejzákladnější herecké obsazení a nejzákladnější obsazení filmového štábu. Příklad obsahu:
- Scénář, režie, hudba, kamera, střih, zvuk, hlavní herecké obsazení